# Khonj
Khonj (persiska: خنج) är en kommunhuvudort i Iran.   Den ligger i provinsen Fars, i den södra delen av landet, 900 km söder om huvudstaden Teheran. Khonj ligger 671 meter över havet och antalet invånare är 20 012.
Terrängen runt Khonj är kuperad söderut, men norrut är den platt. Runt Khonj är det glesbefolkat, med 15 invånare per kvadratkilometer. Det finns inga andra samhällen i närheten. Trakten runt Khonj är ofruktbar med lite eller ingen växtlighet.